# Brunnen am Carlsplatz

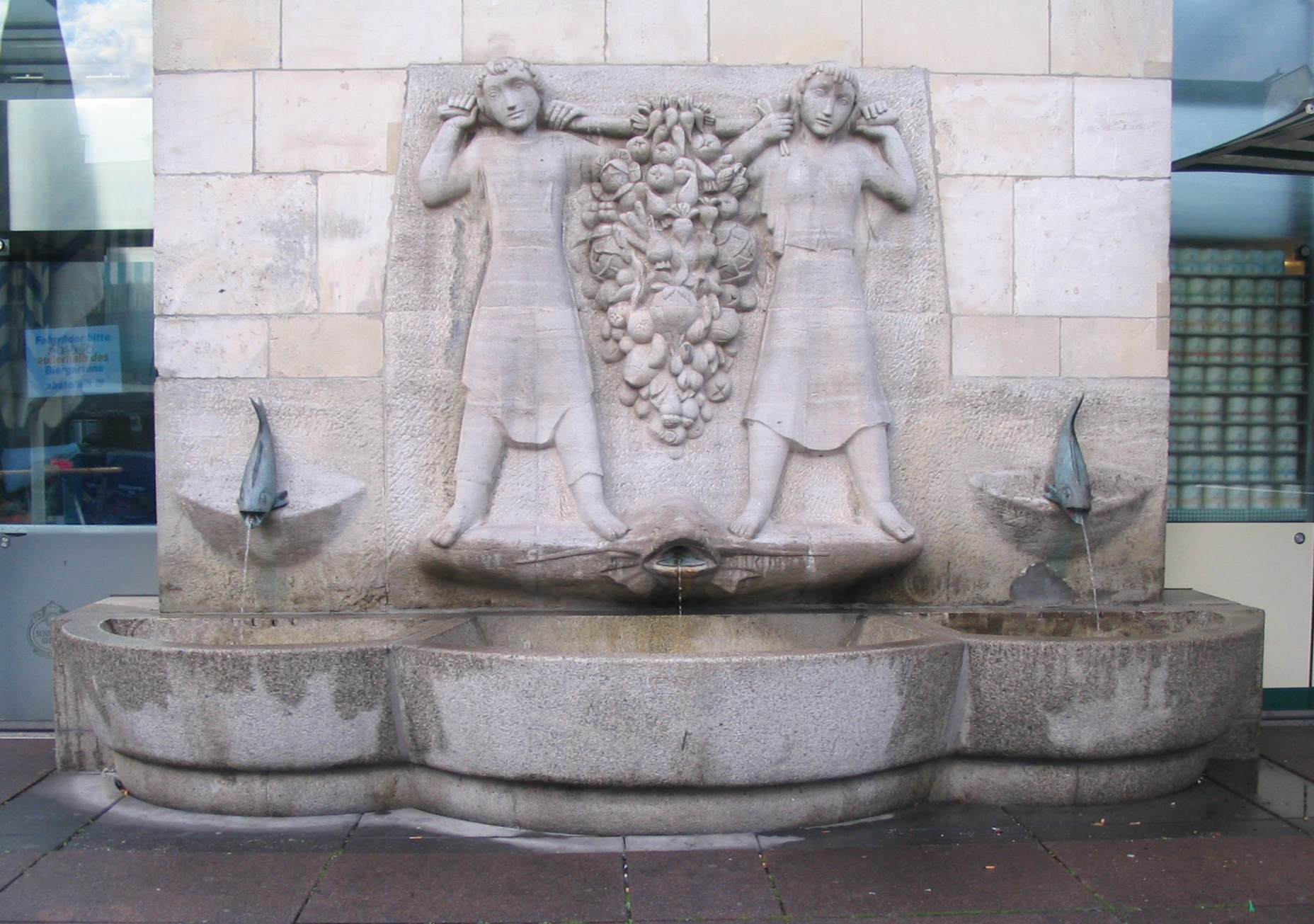
Der Brunnen am Carlsplatz im Jahr 2011

Der steinerne Brunnen am Carlsplatz in Düsseldorf wurde 1958 von dem Bildhauer Ferdinand Heseding (1893–1961) geschaffen. Zu jener Zeit wurde der Platz, der bis heute als Marktplatz dient, noch Karlplatz geschrieben.
Der Brunnen ist in die Verkleidung des aufragenden Lüftungsschachts eines Luftschutzbunkers eingelassen, der unter dem Platz liegt und aus dem Zweiten Weltkrieg stammt.
Auf einem Steinrelief über drei Brunnenschalen sind zwei Figuren dargestellt, die Kundschafter Josua und Kaleb, die für das Volk Israel aus dem Gelobten Land zurückkamen: „… und schnitten dort eine Rebe ab mit einer Weintraube und trugen sie zu zweien auf einer Stange …“ (4. Mose 13, 23). Sie halten, in Anspielung auf den hier stattfindenden Wochenmarkt, eine Traube aus vielerlei Früchten. Über dem Brunnenbecken, zu Füßen der beiden biblischen Gestalten, befinden sich drei Wasserspeier, zwei bronzene Fische außen und in der Mitte ein steinerner Fisch.
Am oberen Ende des mit Naturstein verkleideten, in den Brunnen integrierten Lüftungsschachts sieht man das Relief eines Kurhutes und die Inschrift „CARL THEODOR 1742–1799“. Sie erinnern an den Kurfürsten Karl Theodor von der Pfalz, Herzog von Jülich-Berg, nach dem der Stadtteil Carlstadt und der dort befindliche Carlsplatz mit seinem Brunnen benannt sind.
Finanziert wurde die Anlage von den Stadtwerken Düsseldorf.

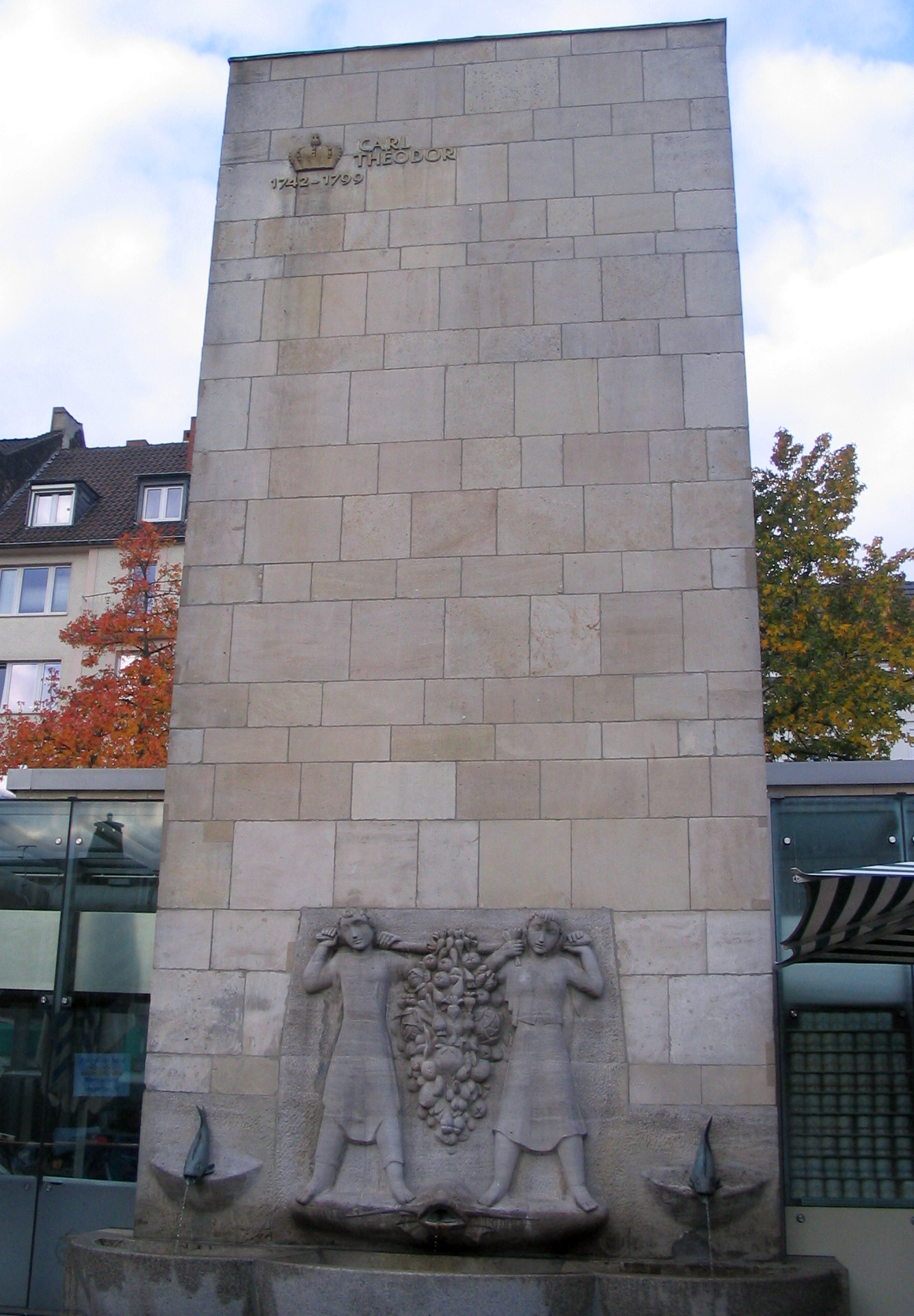
Das Gesamtbauwerk
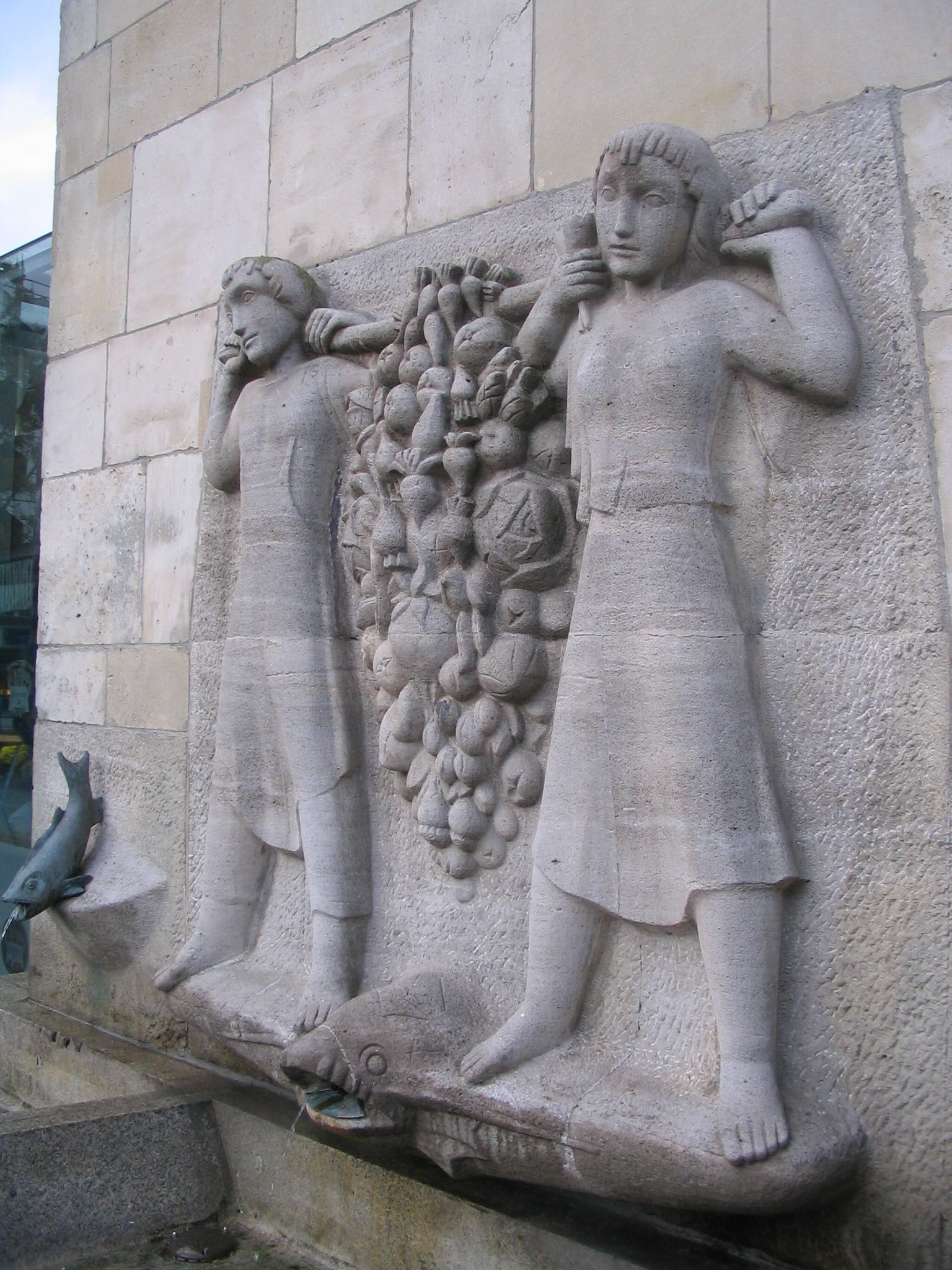
Die Brunnenfiguren
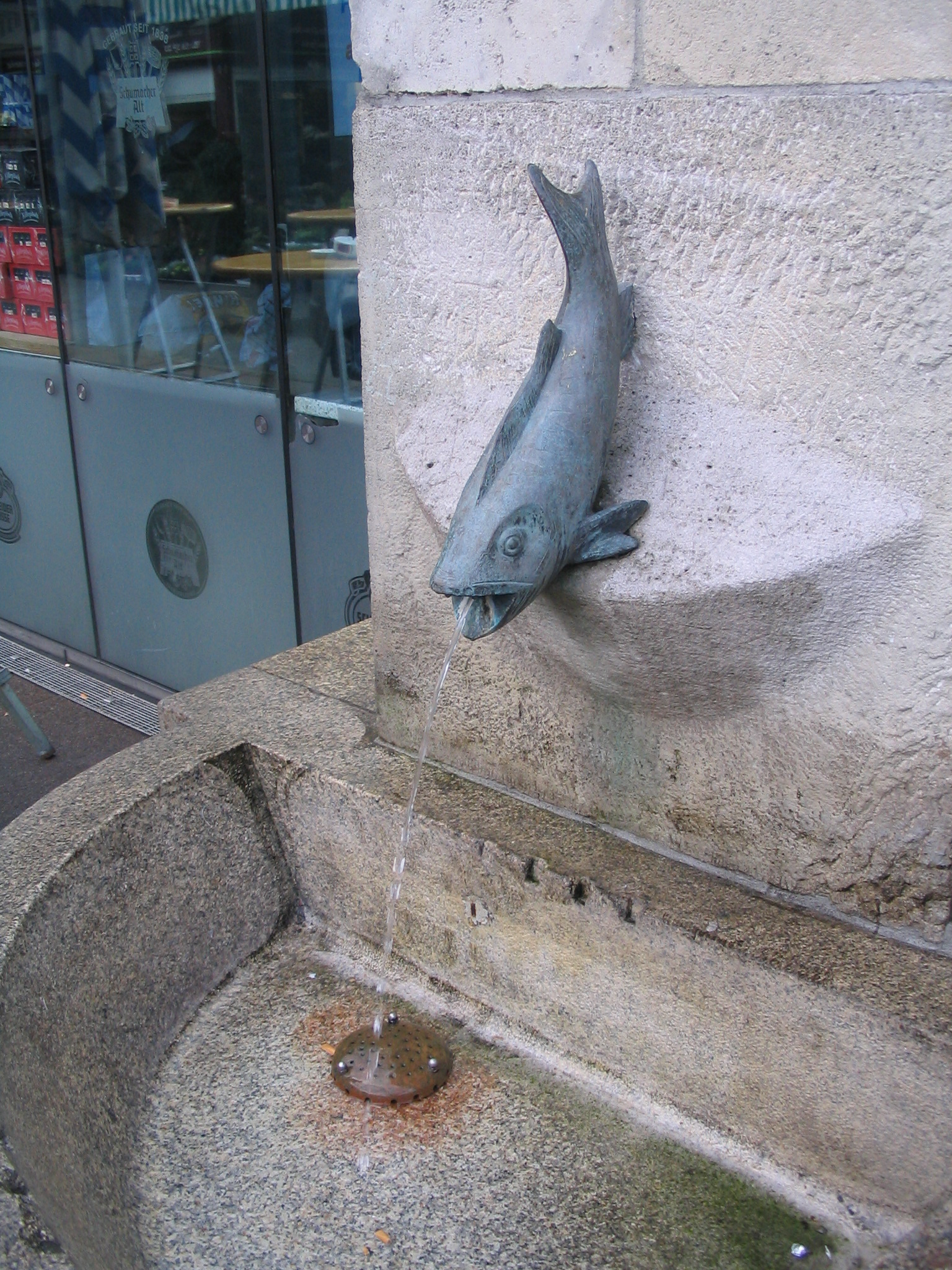
Bronzefisch als Wasserspeier
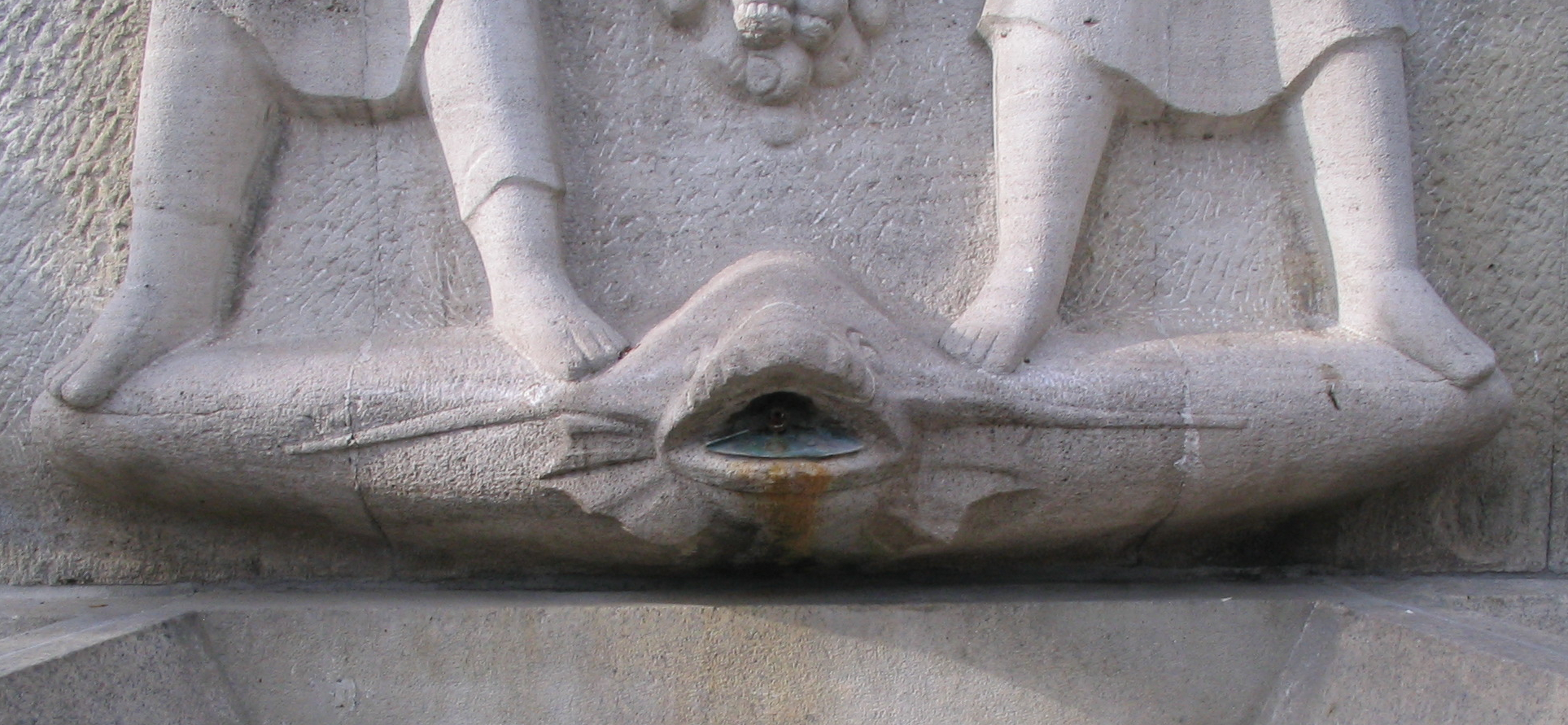
Steinerner Fisch als Wasserspeier
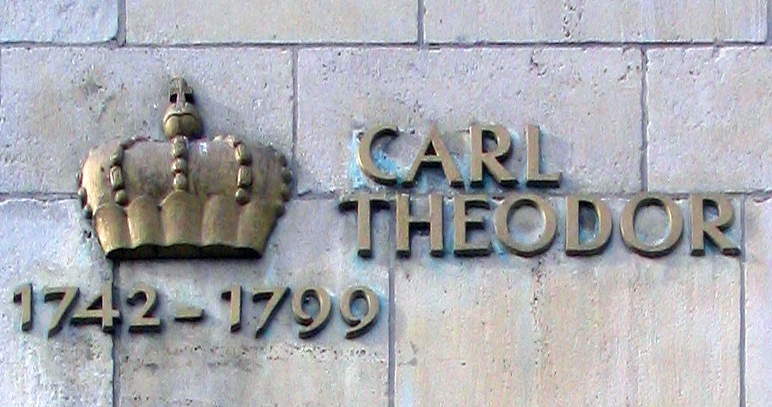
Widmung mit Kurhut